# Meridià 24 a l'est

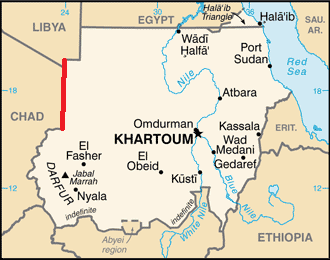
El meridià 24 a l'Est defineix part de les fronteres del Sudan, Líbia i Txad.

El meridià 24° a l'est de Greenwich és una línia de longitud que s'estén des del pol Nord a través de l'oceà Àrtic, l'oceà Atlàntic, Europa, l'Àfrica, l'Oceà Índic, Oceà Antàrtic i Antàrtida al pol Sud.
El meridià 24 a l'est constitueix un cercle màxim amb el meridià 156 a l'oest . Part de la frontera entre Líbia i Sudan està definida pel meridià, ja que s'hi troba una gran zona de la frontera entre Txad i Sudan.

## De Pol a Pol
Des del pol Nord i dirigint-se cap al sud fins al pol Sud, el meridià 24 a l'Est passa per:
| Coordenades                             | País, territori o mar          | Notes |
| --------------------------------------- | ------------------------------ | --- |
| 90° 0′ N, 24° 0′ E / 90.000°N,24.000°E  | Oceà Àrtic                     | |
| 80° 18′ N, 24° 0′ E / 80.300°N,24.000°E | Noruega                        | Illa de Nordaustlandet, Svalbard |
| 79° 14′ N, 24° 0′ E / 79.233°N,24.000°E | Mar de Barents                 | |
| 77° 52′ N, 24° 0′ E / 77.867°N,24.000°E | Noruega                        | Illa d'Edgeøya, Svalbard |
| 77° 33′ N, 24° 0′ E / 77.550°N,24.000°E | Mar de Barents                 | |
| 71° 57′ N, 24° 0′ E / 71.950°N,24.000°E | Oceà Atlàntic                  | Mar de Noruega |
| 71° 3′ N, 24° 0′ E / 71.050°N,24.000°E  | Noruega                        | Illes d'Ingøy i Rolvsøy |
| 70° 55′ N, 24° 0′ E / 70.917°N,24.000°E | Oceà Atlàntic                  | Mar de Noruega |
| 70° 41′ N, 24° 0′ E / 70.683°N,24.000°E | Noruega                        | Illa de Kvaløya, i el continent |
| 68° 49′ N, 24° 0′ E / 68.817°N,24.000°E | Finlàndia                      | |
| 66° 50′ N, 24° 0′ E / 66.833°N,24.000°E | Suècia                         | Per uns 4 km |
| 66° 48′ N, 24° 0′ E / 66.800°N,24.000°E | Finlàndia                      | |
| 66° 2′ N, 24° 0′ E / 66.033°N,24.000°E  | Suècia                         | |
| 65° 48′ N, 24° 0′ E / 65.800°N,24.000°E | Mar Bàltic                     | Golf de Bòtnia |
| 64° 24′ N, 24° 0′ E / 64.400°N,24.000°E | Finlàndia                      | |
| 60° 1′ N, 24° 0′ E / 60.017°N,24.000°E  | Mar Bàltic                     | Golf de Finlàndia |
| 59° 21′ N, 24° 0′ E / 59.350°N,24.000°E | Estònia                        | Illa de Väike-Pakri i el continent |
| 58° 18′ N, 24° 0′ E / 58.300°N,24.000°E | Mar Bàltic                     | Golf de Riga |
| 58° 9′ N, 24° 0′ E / 58.150°N,24.000°E  | Estònia                        | Illa de Kihnu |
| 58° 6′ N, 24° 0′ E / 58.100°N,24.000°E  | Mar Bàltic                     | Golf de Riga |
| 57° 2′ N, 24° 0′ E / 57.033°N,24.000°E  | Letònia                        | Passa just a l'oest de Riga |
| 56° 20′ N, 24° 0′ E / 56.333°N,24.000°E | Lituània                       | Passa a través de Kaunas |
| 53° 56′ N, 24° 0′ E / 53.933°N,24.000°E | Belarús                        | |
| 51° 35′ N, 24° 0′ E / 51.583°N,24.000°E | Ucraïna                        | Província de Volínia — passa just a l'est de Liuboml                                                                                    |
| 50° 56′ N, 24° 0′ E / 50.933°N,24.000°E | Polònia                        | Per uns 10 km |
| 50° 51′ N, 24° 0′ E / 50.850°N,24.000°E | Ucraïna                        | Per uns 7 km — Província de Volínia |
| 50° 46′ N, 24° 0′ E / 50.767°N,24.000°E | Polònia                        | |
| 50° 26′ N, 24° 0′ E / 50.433°N,24.000°E | Ucraïna                        | Província de Lviv — passa a través de Lviv Óblast d'Ivano-Frankivsk — passa a través de Dolyna Transcarpàcia — passa a l'oest de Rakhiv |
| 47° 58′ N, 24° 0′ E / 47.967°N,24.000°E | Romania                        | |
| 43° 45′ N, 24° 0′ E / 43.750°N,24.000°E | Bulgària                       | |
| 41° 27′ N, 24° 0′ E / 41.450°N,24.000°E | Grècia                         | |
| 40° 45′ N, 24° 0′ E / 40.750°N,24.000°E | Mar Mediterrània               | Mar Egeu |
| 40° 23′ N, 24° 0′ E / 40.383°N,24.000°E | Grècia                         | Península de Mont Atos |
| 40° 19′ N, 24° 0′ E / 40.317°N,24.000°E | Mar Mediterrània               | Mar Egeu |
| 40° 5′ N, 24° 0′ E / 40.083°N,24.000°E  | Grècia                         | Península de Sithonia |
| 39° 58′ N, 24° 0′ E / 39.967°N,24.000°E | Mar Mediterrània               | Mar Egeu - passa a l'oest de l'Illa de Kyra Panagia · i just a l'est de les Illes d'Alonissos i Peristera, Grècia                       |
| 38° 41′ N, 24° 0′ E / 38.683°N,24.000°E | Grècia                         | Illa d'Euboea |
| 38° 24′ N, 24° 0′ E / 38.400°N,24.000°E | Mar Mediterrània               | Estret d'Eurip, Mar Egeu |
| 38° 15′ N, 24° 0′ E / 38.250°N,24.000°E | Grècia                         | |
| 37° 40′ N, 24° 0′ E / 37.667°N,24.000°E | Mar Mediterrània               | Mar Egeu i Mar de Creta |
| 35° 31′ N, 24° 0′ E / 35.517°N,24.000°E | Grècia                         | Illa de Creta |
| 35° 13′ N, 24° 0′ E / 35.217°N,24.000°E | Mar Mediterrània               | |
| 34° 56′ N, 24° 0′ E / 34.933°N,24.000°E | Grècia                         | Illa de Gavdopoula |
| 34° 55′ N, 24° 0′ E / 34.917°N,24.000°E | Mar Mediterrània               | passa a l'oest de l'illa de Gavdos, Grècia                                                                                              |
| 32° 6′ N, 24° 0′ E / 32.100°N,24.000°E  | Líbia                          | |
| 20° 0′ N, 24° 0′ E / 20.000°N,24.000°E  | Frontera entre Líbia i Sudan   | |
| 19° 30′ N, 24° 0′ E / 19.500°N,24.000°E | Frontera entre Sudan i el Txad | |
| 15° 42′ N, 24° 0′ E / 15.700°N,24.000°E | Sudan                          | |
| 8° 42′ N, 24° 0′ E / 8.700°N,24.000°E   | República Centreafricana       | |
| 5° 52′ N, 24° 0′ E / 5.867°N,24.000°E   | R.D. del Congo                 | |
| 10° 53′ S, 24° 0′ E / 10.883°S,24.000°E | Zàmbia                         | Per uns 5 km |
| 10° 55′ S, 24° 0′ E / 10.917°S,24.000°E | Angola                         | |
| 11° 36′ S, 24° 0′ E / 11.600°S,24.000°E | Zàmbia                         | Per uns 16 km |
| 11° 45′ S, 24° 0′ E / 11.750°S,24.000°E | Angola                         | Per uns 11 km |
| 11° 51′ S, 24° 0′ E / 11.850°S,24.000°E | Zàmbia                         | |
| 12° 10′ S, 24° 0′ E / 12.167°S,24.000°E | Angola                         | |
| 12° 29′ S, 24° 0′ E / 12.483°S,24.000°E | Zàmbia                         | |
| 12° 55′ S, 24° 0′ E / 12.917°S,24.000°E | Angola                         | |
| 12° 59′ S, 24° 0′ E / 12.983°S,24.000°E | Zàmbia                         | |
| 17° 31′ S, 24° 0′ E / 17.517°S,24.000°E | Namíbia                        | Caprivi Oriental |
| 18° 10′ S, 24° 0′ E / 18.167°S,24.000°E | Botswana                       | |
| 25° 37′ S, 24° 0′ E / 25.617°S,24.000°E | Sud-àfrica                     | Nord-oest Cap Septentrional Cap Occidental Cap Oriental                                                                                 |
| 34° 2′ S, 24° 0′ E / 34.033°S,24.000°E  | Oceà Índic                     | |
| 60° 0′ S, 24° 0′ E / 60.000°S,24.000°E  | Oceà Antàrtic                  | |
| 70° 17′ S, 24° 0′ E / 70.283°S,24.000°E | Antarctica                     | Terra de la Reina Maud, reclamat per Noruega                                                                                            |